# Банкнотно-монетный двор Национального банка Украины
Банкнотно-монетный двор Национального банка Украины (БМД НБУ) — монетный двор и банкнотная фабрика в Киеве. Специализируется на изготовлении бланков государственных ценных бумаг, документов строгого учета и знаков почтовой оплаты, а также ценных бумаг по заказам иностранных государств.

## История
Банкнотная фабрика была открыта в марте 1994 года. При печати банкнот и ценных бумаг применяются такие технологии, как радужная орловская офсетная печать, орловская (рельефная) печать. Фабрика производит изготовление банкнот для денежного обращения Украины. Мощности Банкнотной фабрики – 1,5 миллиарда банкнот или другой защищенной печатной продукции.